# Hortipes hesperoecius
Hortipes hesperoecius là một loài nhện trong họ Corinnidae.
Loài này thuộc chi Hortipes. Hortipes hesperoecius được miêu tả năm 2000 bởi Bosselaers & Rudy Jocqué.